# Chen Shou
Dans ce nom, le nom de famille, Chen, précède le nom personnel.
 (mars 2020).
Si vous disposez d'ouvrages ou d'articles de référence ou si vous connaissez des sites web de qualité traitant du thème abordé ici, merci de compléter l'article en donnant les références utiles à sa vérifiabilité et en les liant à la section « Notes et références ».
Chen Shou (chinois simplifié : 陈寿 ; pinyin : Chén Shòu) est un historien chinois né en 233 dans le xian de Anhan (安汉县), Baxi jun (zh) (巴西郡), dans le royaume de Shu, aujourd'hui, Nanchong, dans la province du Sichuan, et décédé en 297. Son prénom de lettré est Chengzuo (承祚). 

## Biographie
Ses Chroniques des Trois Royaumes sont un récit historique de la période des Trois Royaumes. Il était officier du royaume de Shu, comme Chen Shi, que l'on suppose être son père, lequel fut exécuté par ordre de Zhuge Liang. À la chute de Shu en 263, il servit comme officier de la dynastie Jin et écrivit plus tard ses Chroniques des Trois Royaumes.